# 暗豹蛛
暗豹蛛（学名：Pardosa nigra）为狼蛛科豹蛛属的动物。分布于欧洲以及中国大陆的新疆等地，常栖息于河渠草丛。该物种的模式产地在欧洲。
其种加词“nigra”意为“黑色的，暗色的”。